# Pheidologeton
Pheidologeton é um gênero de insetos, pertencente a família Formicidae.

## Espécies
- Pheidologeton aberrans
- Pheidologeton affinis
- Pheidologeton ceylonensis
- Pheidologeton dentiviris
- Pheidologeton diversus
- Pheidologeton hammoniae
- Pheidologeton hostilis
- Pheidologeton kunensis
- Pheidologeton maccus
- Pheidologeton mayri
- Pheidologeton melanocephalus
- Pheidologeton nanus
- Pheidologeton obscurus
- Pheidologeton petulens
- Pheidologeton pullatus
- Pheidologeton pygmaeus
- Pheidologeton ruber
- Pheidologeton rugiceps
- Pheidologeton rugosus
- Pheidologeton schossnicensis
- Pheidologeton silenus
- Pheidologeton silvestrii
- Pheidologeton solitarius
- Pheidologeton transversalis
- Pheidologeton undet
- Pheidologeton varius
- Pheidologeton vespillo
- Pheidologeton volsellata
- Pheidologeton yanoi